# Nutricionismo
Nutricionismo es un paradigma que presupone que son los nutrientes científicamente identificados en los alimentos los que determinan el valor de los distintos alimentos que forman la dieta. En otras palabras, expresa la idea de que el valor nutricional de la comida es la suma de los valores nutricionales de todos sus nutrientes individuales, vitaminas, y otros componentes. Otro aspecto del término es la implicación que el único objetivo de comer es promover la salud del cuerpo. El término es fuertemente peyorativo, implicando que esta forma de considerar a la comida es simplista y peligrosa. El oponente más ferviente al nutricionismo, el periodista Michael Pollan, afirma que el valor nutricional de la comida es "mayor que la suma de sus partes."
Originalmente atribuido a Gyorgy Scrinis,  el concepto fue popularizado por Michael Pollan. La clave a la concepción del nutricionismo según Pollan es "la suposición ampliamente compartida aunque no demostrada ... que la clave para entender la comida se encuentra en el nutriente." Dado que los nutrientes son invisibles, es necesario entonces confiar en los expertos nutricionistas para que hagan las elecciones en cuanto a los alimentos. Pollan sostiene que dado que la ciencia posee una comprensión incompleta de como los alimentos afectan al cuerpo humano, el solo basarse en la información sobre los nutrientes ha llevado a las personas y a los forjadores de políticas a tomar numerosas decisiones erróneas en cuanto a temas de nutrición.  Pollan culpa al nutricionismo de muchos de los problemas de salud relacionados con la dieta del mundo occidental actual. Él compara al nutricionismo con una religión, descansando en "sacerdotes" (científicos nutricionistas y periodistas) que interpretan las ortodoxias más recientes para las masas. Al igual que en muchas religiones, el nutricionismo ha dividido al mundo en componentes buenos y malos, si bien lo que es bueno o malo puede cambiar dramáticamente con el transcurso del tiempo.
Pollan cree que el nutricionismo posee fallas inherentes debido a un sesgo reductivo en la ciencia en cuanto a aislar y estudiar factores individuales en forma desconectada de sus contextos tales como dieta y cultura, factores que en numerosas oportunidades se ha demostrado ejercen un impacto muy importante en los resultados a nivel nutricional. Aun cuando los científicos han intentado estudiar factores tales como cultura, dieta, y patrones de consumo a largo plazo, las enormes dificultades existentes para realizar mediciones precisas que se relacionen con componentes nutricionales individuales, y obtener conclusiones relevantes en el mejor de los casos han dado lugar a resultados incompletos, mientras que en otros han dado lugar a resultados engañosos sino peligrosos.